# Battersea Power Station
A Battersea Power Station vagy Battersea Erőmű, eredetileg egy széntüzelésű erőmű volt Londonban, a Temze déli partján. A létesítmény 1933-ban kezdte meg működését, mely egykor London villamos energiájának egyötödét szolgáltatta. 1983-ban végleg leállították a termelést és az épületet műemlékké nyílvánították. A világ egyik legnagyobb téglaépülete  2014-ig üresen állt, s ezalatt szinte teljesen lepusztult. Idővel különféle tervek születtek az épület hasznosítására, de egyik sem járt sikerrel.
2012-ben maláj befektetők mutatták be tervüket, amely szerint a területen lakóparkokat, bárokat, éttermeket, irodahelyiségeket, üzleteket és szórakozóhelyeket alakítanának ki. A terveket jóváhagyták és néhány év múlva megkezdődött a felújítás.
London történelmi műemléke többszöri sikertelen átépítési kísérlet után és csaknem 40 évvel azután, hogy az erőmű bezárt, egy teljes körű felújítás után, a város új kereskedelmi és szabadidős központjaként nyílt meg, 2022. október 14-én.
Az üzletek az erőmű két felújított turbinacsarnokában kaptak helyet. Az „A csarnokot” tisztelegve az épület eredeti 1930-as évekbeli építkezése előtt, art déco stílusban, míg a „B” jelzésű csarnokot az 1950-es évek ipari megjelenését és hangulatát tükröző stílusban 
állították helyre.

## Története

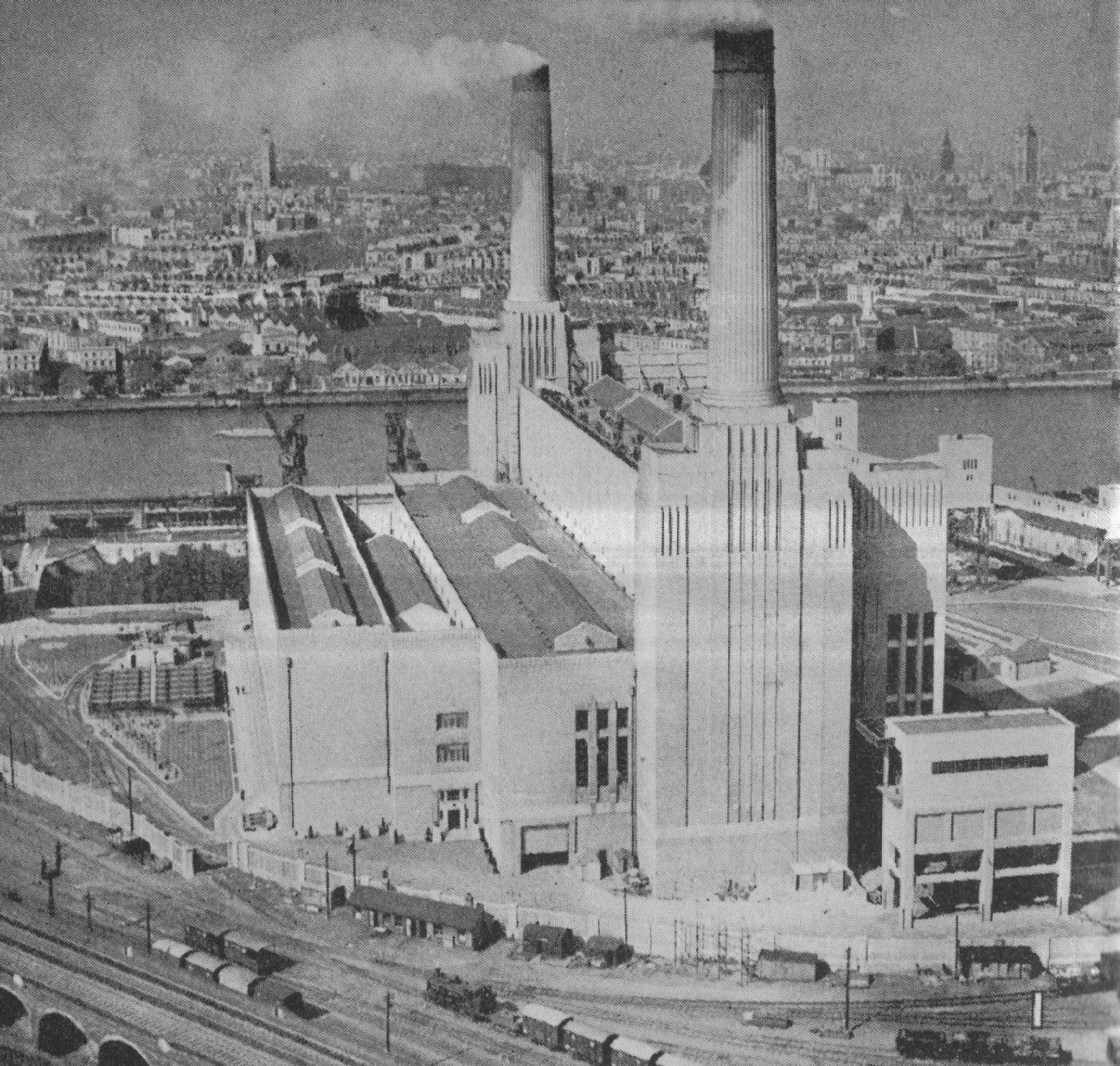
A Battersea „A” Erőmű 1934-ben

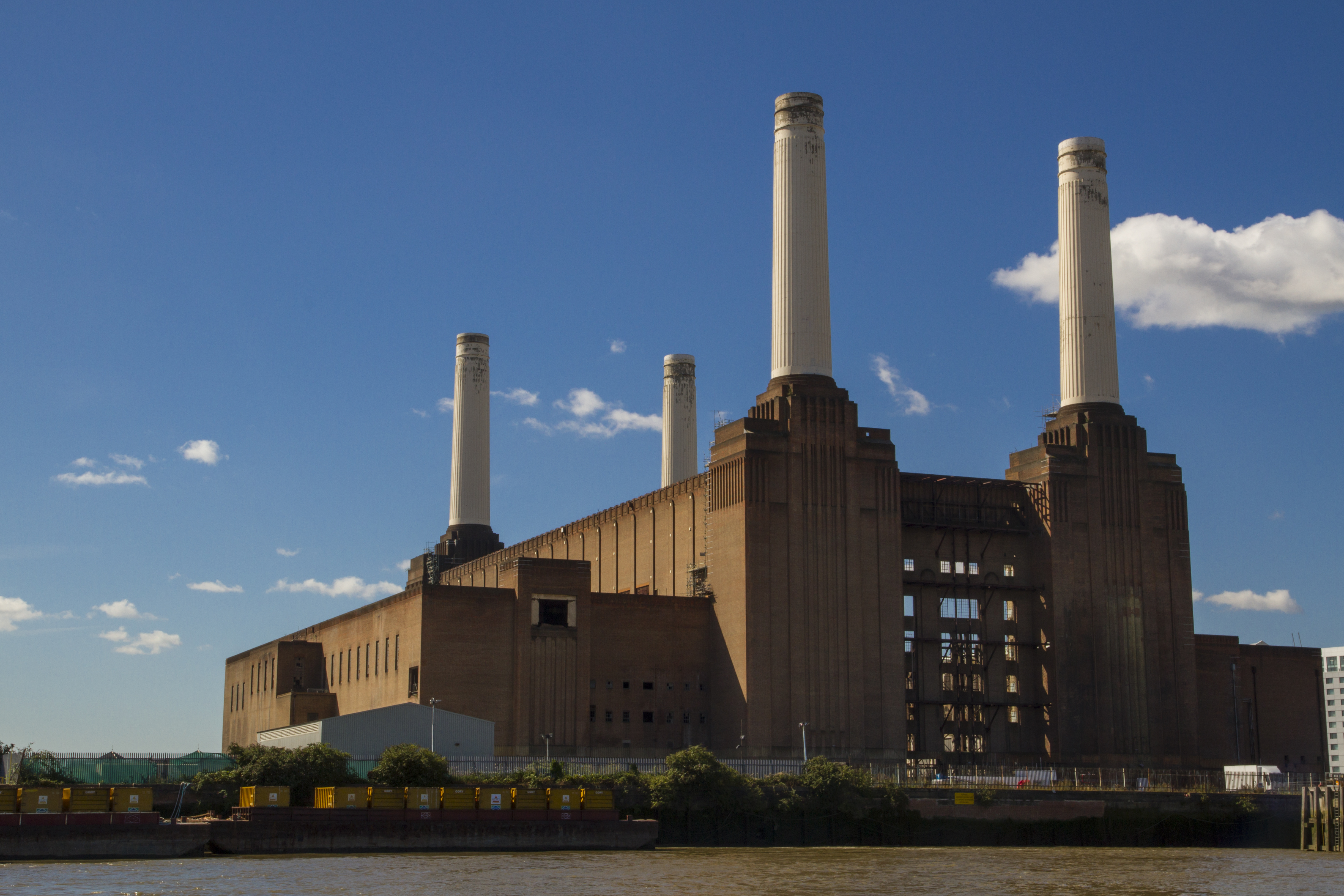
A Battersea Power Station 2012-ben

A 20. század elején Londonban még kis erőművek sokasága működött, melyek többféle hálózati
feszültséget állítottak elő. Az elektromos gépek ezért általában egyedi gyártásúak voltak vagy az akkori áramellátáshoz kellett igazítani. Az 1920-as években a London Power Company megkísérelte központosítani és szabványosítani az áramellátást és1929-ben megkezdődött a Battersea Erőmű építése. Tervezője Giles Gilbert Scott angol építész volt, aki többek között a Waterloo hidat, Bankside erőművet (ma Tate Modern) a liverpooli katedrálist és a piros telefonfülkéket is tervezte.
Az erőmű két ütemben épült meg, amely két egyforma erőműből állt össze és amelyet egyetlen téglával burkolt acélvázas épület alkotott. Az első ütemben a „Battersea A Erőmű”, 1929 és 1935 között épült fel, a „Battersea B Erőmű” pedig az „A”-tól keletre, 1937 és 1941 között készült el, majd az építkezés a második világháború súlyosbodó hatásai miatt szünetelt.
Az ikonikus négykéményes épület csak a háború után 1955-ben, a második ütem elkészültével valósult meg. Az erőmű fehér kéményei 103 méter magasak, a legszűkebb keresztmetszetük 6,7 méter átmérőjű és 509 megawatt energiát termelt fénykorában, London energiaellátásának egyötödét biztosítva. Évente egymillió tonna szenet égettek el benne.
A második világháború után az erőmű hulladékhőjének újrahasznosításával, több mint ezer háztartás fűtését biztosították, a melegvizet a Temze alatt futó csatornán pumpálták át. Az 1950-es években a Battersea Power Station a harmadik legnagyobb erőmű volt Nagy-Britanniában.
Az „A” blokkot 1975-ben 42 évnyi működés után leállították, a „B” blokkot pedig 1983-ban 35 év működés után szüntették meg. 1980-ban az egész épület műemléki védettséget kapott, majd 2007-ben védettségi státuszát Grade II*-ra emelték. 1988-ban a turbinákat és a kazánokat is eltávolították, melyek kiemeléséhez a 30 méter magasan lévő tetőt megbontották és utána nem fedték vissza, így az épület belseje évtizedekig ki volt téve az időjárás viszontagságainak. 1988 után általános egyetértés volt abban, hogy a Battersea Erőművet meg kell őrizni és hasznosítani kell, azonban nem találtak egységes elképzelést.
Az új tulajdonos pályázatot írt ki az erőmű felújítására. A győztes koncepció szerint egy szabadtéri vidámparkot alakítottak volna ki az épület falain belül. A fejlesztés kidolgozói évi négymillió látogatóval számoltak, de létrehozásának gondolatát elvetették, mert a terület nem bírta volna a várt forgalmat
és időközben a beruházó csődöt jelentett, így a tervek füstbe mentek. A Battersea nyugati falát és tetőszerkezetét addigra teljesen elbontották, ami nagyban hozzájárult a műemléki épület állapotának további drasztikus romlásához. Az 1990-es években hongkongi befektetők irodai, üzleti és hotel funkciókat telepítettek volna az épületbe, de ezek a tervek is meghiúsultak. További sikertelen kíséretek után, az épület sokáig üresen állt, majd 2012-ben a maláj P Setia és Sime Darby konglomerátuma vásárolta meg az erőművet és a telephelyet, akik az épület restaurálását a WilkinsonEyre irodára bízták, míg az erőművel szomszédos területre Frank Gehry és a Foster + Partners tervezett új városrészt. A műemléki felújítás azonban a szokványostól eltérően valósult meg. Az épület állapotára vonatkozó szakmai vélemények megoszlottak, de a brit hatóságok végül engedélyezték az épület hosszanti falainak és kéményeinek lebontását és utólagos visszaépítését. A restauráció során a kémények az eredetiek hű replikáiként épültek újra és a falakon új üvegfelületeket nyitottak a belső terek jobb megvilágítása céljából. Az eredetihez hű másolat érdekében, a tervezők felkeresték az eredeti gyártókat és a kivitelezés során 1,8 millió darab általuk készített téglát használtak fel. A maláj cég 9 milliárd fontot fektetett bele a projektbe.

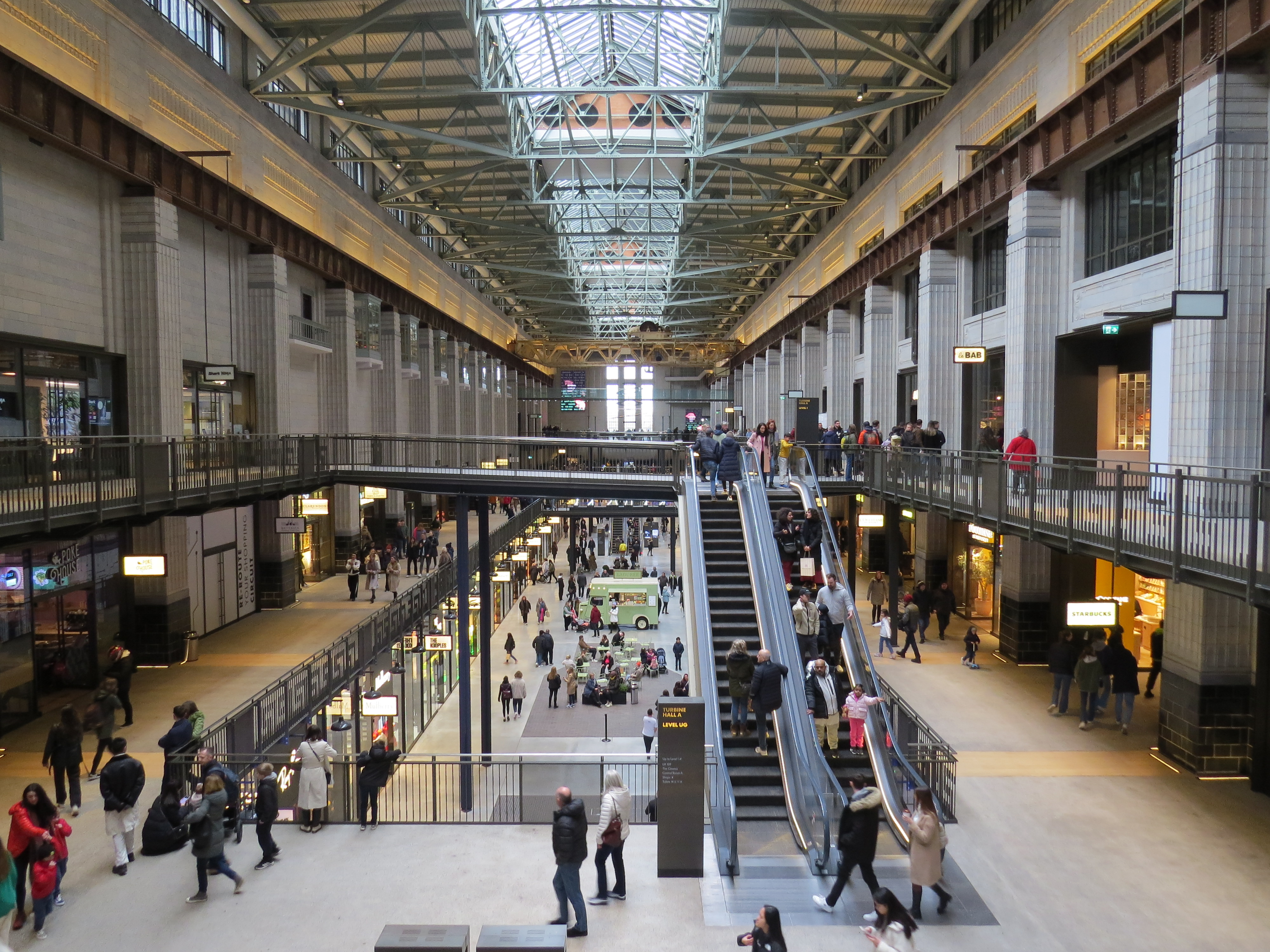
A bevásárló központ „A” hallja 2023-ban

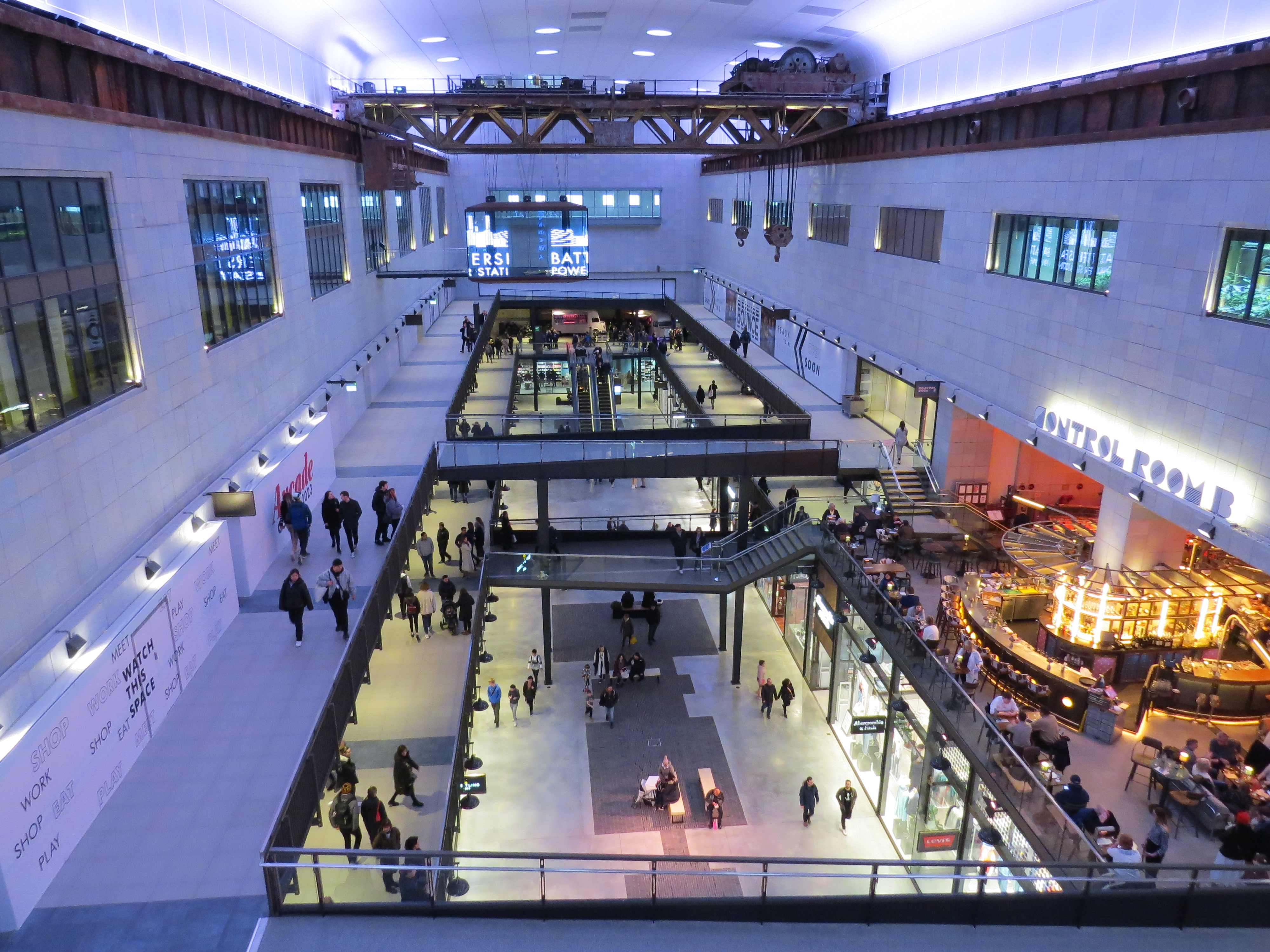
A bevásárló központ „B” hallja 2023-ban

A felújított Battersea Power Stationt 2022. október 14-én nyitották meg és a nyitás napján egy új sétálóutcát is felavattak, amely összeköti a bevásárló- és szórakoztató központot az új, azonos nevű Battersea Power Station metróállomással.
Az egykori erőmű két eredeti vezérlőtermének helyét rendezvénytérré és bárrá alakították át, hogy a látogatók közel kerüljenek az eredeti kezelőszervekhez. A komplexum sokféle étterme és szórakozóhelye mellett mozi is található.

## Az épület
Az épület 160 méter széles és 170 méter hosszú, a kazánház teteje pedig több mint 50 méter magasan volt. A négy kémény mindegyike betonból készült, és egyenként 103 méter magasak. Egy kémény alapjának átmérője 8,5 méter, a tetején pedig 6,7 méterre szűkül. Az erőműben volt még szénkirakodó móló, szénválogató- és tároló terület, vezérlő helyiségek és adminisztrációs blokk. Az épületet az 1930-as években közkedvelt tégla-katedrális (brick-cathedral style) stílusában tervezték. Az „Battersea A Erőmű” irányítótermét Art déco stílusú berendezéssel látták el. A turbinacsarnokban olasz márványt használtak, a padlót mindenhol parkettával burkolták és kovácsoltvas lépcsőket építettek be. A második világháborút követő pénzhiány miatt „Battersea B Erőmű” belső tereit kevésbé színvonalas stílusban, rozsdamentes acélból készítették.

## Kulturális hatása
A Battersea Power Station ikonikus építménnyé vált, amelyet számos film, televíziós műsor, zenei videó és videójáték forgatási helyszíneként is használtak. Néhány brit pop- és rockzenekar zenei albumának borítóján is szerepelt. A legismertebb ezek közül a Pink Floyd Animals (1977) című albumának illusztrációja, amelyen egy lebegő malac látható az erőmű két kéménye között.
További példák közé tartozik a The Who Quadrophenia (1973) című albuma, a The Orb's Adventures Beyond The Ultraworld, a Les Claypool's Frog Brigade Live Frogs: Set 2 (az Animals feldolgozása) és a London Elektricity, Power Ballads című albumának borítója.
Az erőmű első alkalommal Alfred Hitchcock Szabotőr (1942) című filmjében tűnt fel, melyen még csak az erőmű „A” blokkja látható. Az épület szerepel a Monty Python Az élet értelme (1983) című filmjében, Az ember gyermeke (2006) című filmben és A sötét lovag (2008) című filmben is. Az épület röviden háttérképként megjelenik a The Moody Blues I Know You're Out There Somewhere videóklipjében.

## Fordítás
Ez a szócikk részben vagy egészben  a   Battersea Power Station című angol Wikipédia-szócikk fordításán alapul.  Az eredeti cikk szerkesztőit annak laptörténete sorolja fel. Ez a jelzés csupán a megfogalmazás eredetét és a szerzői jogokat jelzi, nem szolgál a cikkben szereplő információk forrásmegjelöléseként.